# Diaphorolepis
Diaphorolepis är ett släkte av ormar som ingår i familjen snokar. Släktet tillhör underfamiljen Dipsadinae som ibland listas som familj.
Arterna är med en längd omkring 150 cm medelstora ormar. De förekommer i Panama, Colombia och Ecuador. Det är inte utrett vilket habitat arterna föredrar men de håller sig troligtvis på marken. Antagligen lägger honor ägg.
Arter enligt Catalogue of Life och The Reptile Database:
- Diaphorolepis laevis
- Diaphorolepis wagneri